# Сэйю
Сэйю (яп. 声優 Сэйю:, образовано от яп. 声の俳優 коэ но хаию: — «голосовой актёр») — японские актёры озвучивания. Сэйю обычно озвучивают роли персонажей в аниме, видеоиграх, фильмах, а также на радио и телевидении или выступают в роли рассказчика в радиопостановках и аудиодрамах. Кроме того, голоса сэйю используются в рекламе, голосовых объявлениях, аудиозаписях книг и учебных материалов, а также для переозвучивания. Многие сэйю поют, соответственно выпуская записи как из саундтреков аниме, так и с материалом сольного творчества. Также распространены вокальные аудиозаписи в составе объединений сэйю, иначе сэйю-юнитов. В японской аниме-индустрии имеется потребность и существует отдельная индустрия по обучению, подготовке и трудоустройству сэйю, так как Япония производит около 60 % анимационных сериалов в мире.

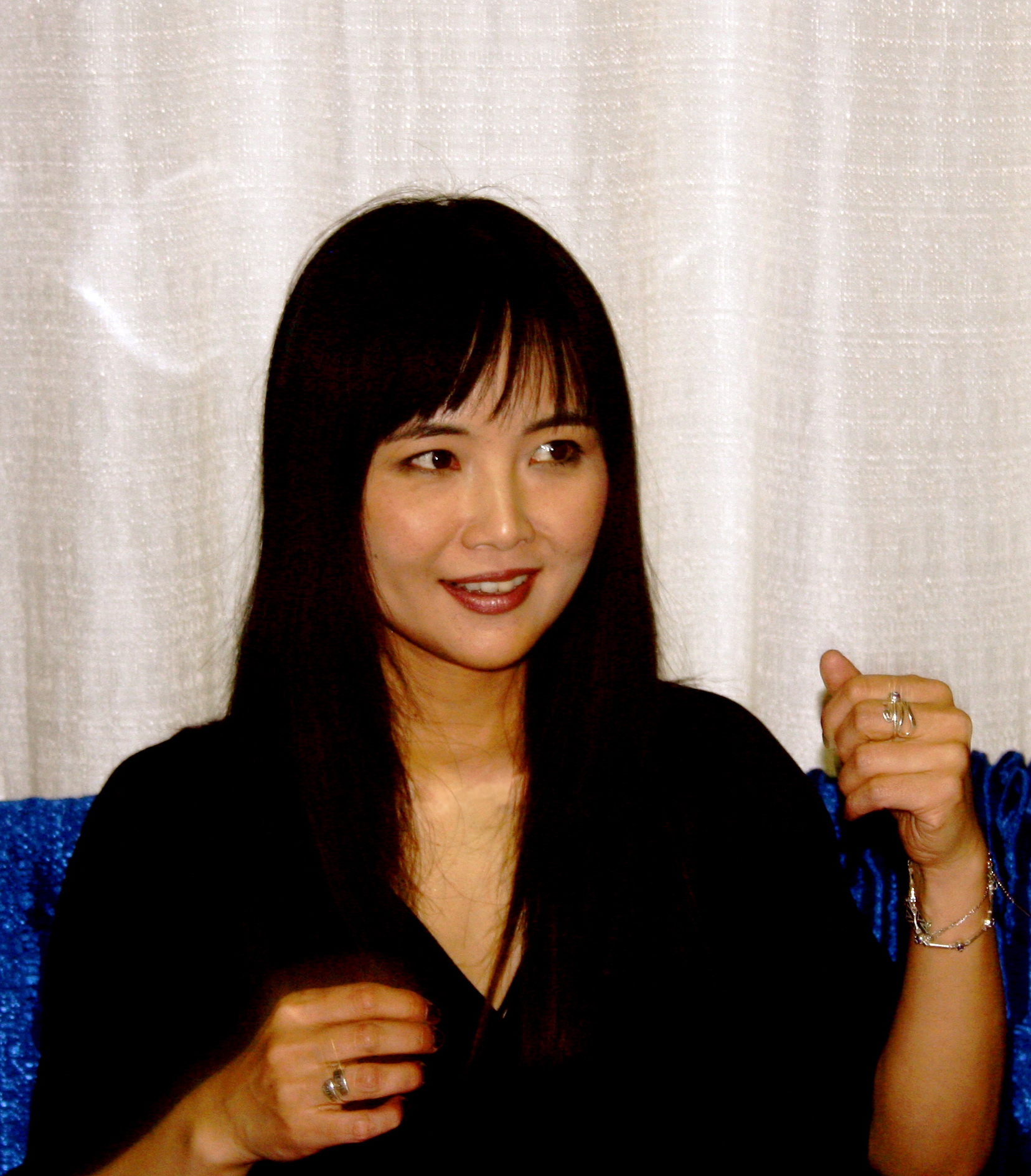
Мари Иидзима, сэйю

Появление индустрии сэйю связано с именем Мари Иидзимы, озвучившей главную героиню телесериала «Гиперпространственная крепость Макросс». Начиная с 1980-х годов японская пресса, пишущая об аниме, начала уделять внимание деятельности сэйю. Английский термин character voice и аббревиатура CV (с англ. — «голос персонажа»), указывающие на голос сэйю, озвучивающего персонажа, как считается, были предложены в конце 1980-х заместителем главного редактора японского журнала Animec, Синъитиро Иноуэ (яп. 井上伸一郎 Иноуэ Синъитиро:), и были впервые использованы в журнале Newtype издательства Kadokawa. Западная пресса начала писать о сэйю с 1990-х годов, вслед за их возросшей популярностью.

## Описание профессии и явления в культуре
В отличие от всех других стран и анимационных школ мира, где для озвучивания персонажей анимационных фильмов, как правило, приглашаются актёры театра, кино и телевидения, в Японии актёр озвучивания — отдельная и достаточно уважаемая профессия со своими тонкостями. Существуют специальные курсы подготовки сэйю, попасть на которые из-за большого конкурса непросто. На курсах будущих сэйю учат профессионально обращаться со своим голосом — изменять его в зависимости от возраста, пола и настроения персонажа. Студентов, помимо всего прочего, учат профессионально петь. Программа обучения, таким образом, представляет собой комбинацию курсов актёрского и вокального мастерства.
Большинство сэйю — женщины, так как потребность в женских голосах в индустрии выше — они озвучивают, кроме собственно женских ролей, детские и иногда подростковые мужские роли.
Многие сэйю, помимо озвучивания аниме, одновременно делают эстрадную карьеру, играют в радиоспектаклях, ведут телевизионные и радиопередачи, дублируют иностранные фильмы. Само по себе озвучивание аниме не даёт достаточного дохода.
Участие сэйю (особенно исполнителей главных ролей) в каком-нибудь аниме-сериале часто не заканчивается с озвучиванием ими ролей в этом аниме. После собственно ТВ-сериала могут выпускаться на DVD дополнительные бонусные серии или отдельные OVA-серии. Вслед за (или одновременно с) показом аниме по телевидению могут выходить передачи по радио (или интернет-радио), где принимают участие (обычно уже от своего лица, а не от лица своих персонажей) исполнявшие главные роли сэйю. По сюжету аниме могут создаваться компьютерные игры и/или записываться Drama CD, куда также часто (хотя и не всегда) приглашают для озвучивания ролей тех же актёров, что и в аниме. Кроме того, вслед за выходом аниме обычно выходят CD с музыкальными композициями оттуда (OST) и часто также с дополнительными произведениями, например с песнями персонажей (обычно это называется Character CD), где эти песни исполняются игравшими соответствующие роли сэйю.
Иногда сэйю исполняют также и песни в открывающих и/или закрывающих заставках аниме (опенинг/эндинг). Они могут исполнять такие песни сольно либо же на время работы над сериалами могут создавать поп-группы (называемые сэйю-юнитами) для исполнения песен, которые будут в них звучать и, конечно, не в последнюю очередь для дополнительной рекламы сериалов.